# Acupalpa albitarsa
Acupalpa albitarsa är en tvåvingeart som beskrevs av Mann 1929. Acupalpa albitarsa ingår i släktet Acupalpa och familjen stilettflugor. Inga underarter finns listade i Catalogue of Life.